# Grimaldi-Orden

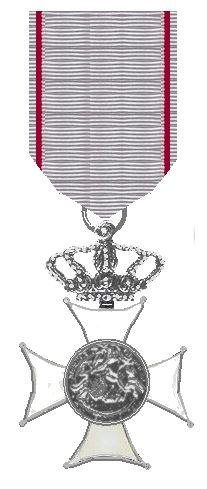
Grimaldi-Orden

Der Grimaldi-Orden wurde am 18. November 1950 durch Fürst Rainier III. von Monaco zur Belohnung der dem Fürsten und seiner Familie persönlich geleisteten Dienste gestiftet und wird als Zeichen seiner Achtung an In- und Ausländer verliehen.

## Ordensklassen
Der Orden besteht aus fünf Klassen:
- Großkreuz
- Großoffizier
- Kommandeur
- Offizier
- Ritter

## Ordensdekoration
Das Ordenszeichen ist ein weißemailliertes goldenes Leopoldkreuz mit kleinen goldenen Kügelchen auf den Spitzen, das von einer Krone getragen wird. Im Medaillon ist ein galoppierender Ritter mit dem Wappenschild der Grimaldis zu sehen. Umlaufend die Inschrift RAINIER GRIMALDI PRINCE DE MONACO (Rainier Grimaldi, Fürst von Monaco). Rückseitig die Jahreszahl 1950 und umlaufend PRINCIPAUTE DE MONACO (Fürstentum Monaco).

## Trageweise
Getragen wird das Großkreuz mit einer Schärpe von der linken Schulter zur rechten Hüfte sowie mit einem silbernen Bruststern, der aus sechzehn Rhomben gebildet ist. Großoffiziere tragen den Bruststern sowie einen Halsorden, Kommandeure nur denselben. Offiziere und Ritter am Band auf der linken Brust. Bei Offizieren ist auf dem Band außerdem noch eine Rosette angebracht. Die Dekoration für Ritter ist aus Silber.
Zu besonderen Anlässen wird das Großkreuz auch an einer goldenen Collane getragen.
Das Ordensband ist weiß mit schmalen roten Seitenstreifen.